# Гудель, Бруно
Бруно Гудель (хорв. Bruno Gudelj; род. 6 мая 1966, Загреб) — хорватский гандболист, чемпион Олимпийских игр 1996 года и Средиземноморских игр 1993 года.